# Ordelafo Faliero
Ordelafo Faliero (zm. 1117) – syn Vitale Faliero, doża Wenecji od 1102 do 1117.